# المناوبة (مسلسل)
المناوبة (باللغة التركية Nöbet) أو الحرّاس في اللغة العربية  هو مسلسل تركي عسكري. تمّ عرضه على قناة Show التركية  في منتصف شهر فبراير من عام 2019. ويُعتقد أنَّهُ استكمالٌ لمشروع مسلسل وادي الذئاب الذي تمّ التوقف عن إنتاجه مؤخرًا لأسباب مجهولة إلى الآن.وتمّ تصوير 8 حلقات منه. 

## الإنتاج
قامت شركة بانا فيلم المتخصصة في الإنتاج التلفزيوني والسينمائي،  بإنتاج مسلسلٍ جديد يستكمل سلسلة المسلسل المشهور وادي الذئاب بعنوان «المناوبة 24/7» ونقلت صحيفة Akşam التركية عن شاشماز تحضيره للعمل على مسلسل «نوبة Nöbet»  وأن تصويره سيتم في المناطق المحيطة بمدينة أنطاليا جنوب تركيا.

## توقيف المسلسل
أعلنت قناة show TV التركية عن وقف بثها لعرض مسلسل العسكري Nöbet أي (المناوبة) عند الحلقة الثامنة. حيث سينتهي المسلسل يوم الأحد القادم نهائيا. وقد أبلغت القناة شركة بانا فليم بوقف بثها للمسلسل وذلك بسبب تدني نسبة المشاهدة فيه حيث أن مسلسل المناوبة لم يحقق المستوى المطلوب للمشاهدة.

## الممثلين
- يورداير أوكور
- سايجين سويسال
- إيبيك كارابنار
- دنيز بوليشيك️️️
- إبراهيم كندرجي
- كورشات ألنياتشيك
- تونكاي بايزيد
- Sultan Elif Tas
- نيفزات يلماز
- جوكهان كنجباي
- يلماز ميدانيري
- مراد كيليج
- بوراك ساريمولا
- صالح بيرقدار
- بهادير بوروك
- أوزدن أوزكان
- كانر توبكو
- سيتين يلتكين
- سلجوق بهاتين بيرم